# August-Bebel-Straße (Radebeul)
Die August-Bebel-Straße ist eine Innerortsstraße der sächsischen Stadt Radebeul, in den Stadtteilen Radebeul und Oberlößnitz. Die Straße sowie die folgende Waldstraße sind Teil der Kreisstraße 8005, die zusammen mit der S179 auf Dresdner Gebiet einen Autobahnzubringer zur Anschlussstelle der BAB 4 in Dresden-Wilder Mann bilden. Der Beginn an der Meißner Straße fällt zusammen mit dem Punkt, an dem auch die mittelalterliche Altstraße Rennsteig die hochwassersichere Meißner Straße kreuzte und über die benachbarte Einsteinstraße in den Norden von Dresden weiterführte.

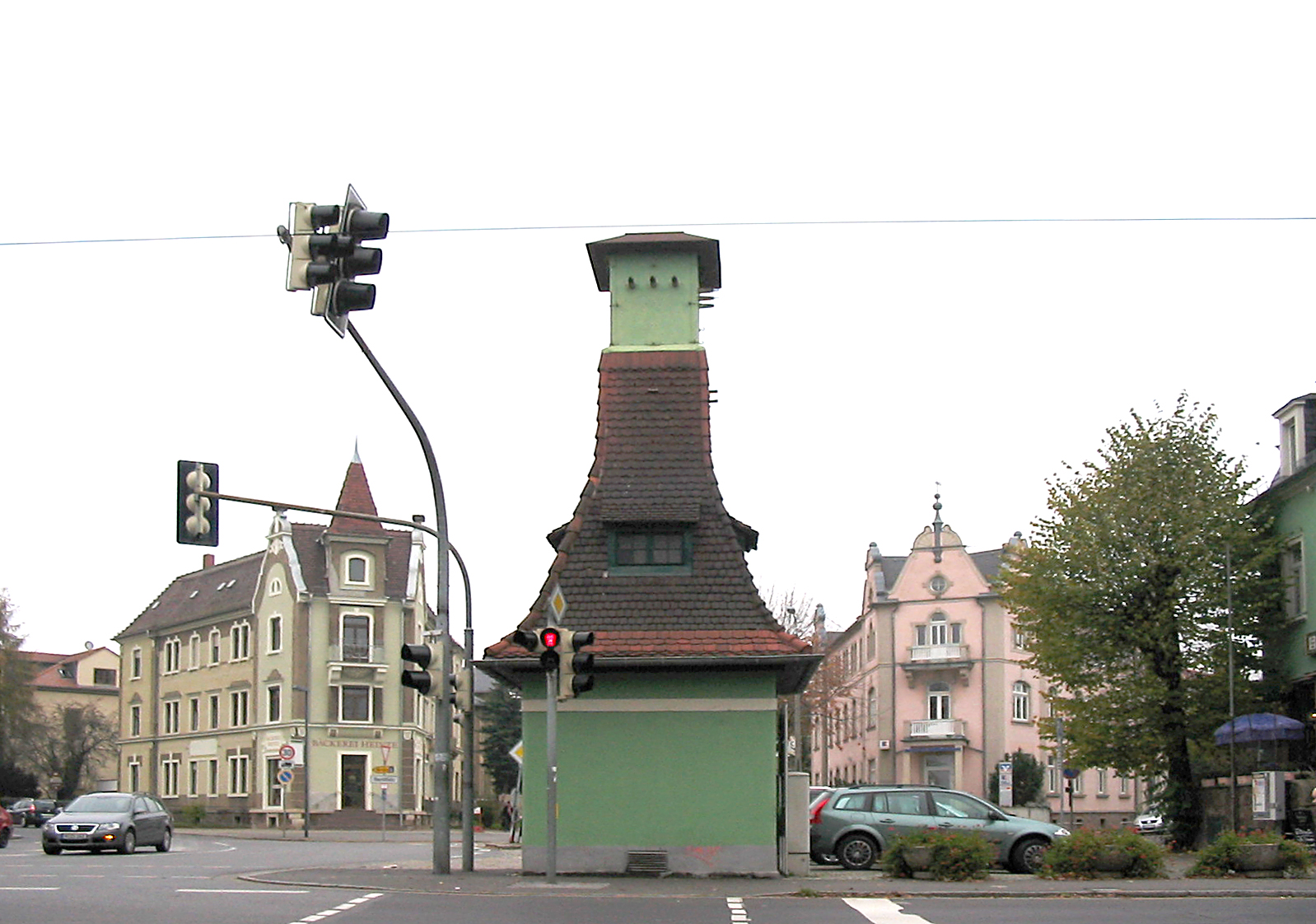
Der Trafoturm Meißner Straße markiert den Beginn der August-Bebel-Straße links. Mittig liegt die Karl-Marx-Straße, schräg rechts geht die Einsteinstraße weg.

Die August-Bebel-Straße wird, zusammen mit der Einsteinstraße, Clara-Zetkin-Straße und der Karl-Marx-Straße, im Dehio-Handbuch als Beispiel für das Radialstraßensystem des sogenannten Lindenquartiers aufgeführt, innerhalb dessen die gründerzeitliche Bebauung Radebeuls erwähnenswert gut erhalten ist.

## Bebauung
Die Benummerung der Hausadressen beginnt an der Meißner Straße auf der Ostseite der Straße, d. h. von dort aus verlaufen auf der rechten Straßenseite die Nrn. 1 bis 55, auf der linken Straßenseite geht es bis zur Nr. 46 an der Einmündung in den Augustusweg.
Zahlreiche der an der August-Bebel-Straße liegenden Gebäude stehen heute unter Denkmalschutz und sind daher in der Liste der Kulturdenkmale in Radebeul (Gemarkung) und in der Liste der Kulturdenkmale in Radebeul-Oberlößnitz aufgeführt, teilweise unter Adressen von Nebenstraßen:
- Alt-Radebeul: Nr. 2, Nr. 5, Villa Heimkehr (Nr. 9), Nr. 17, Nr. 19, Nr. 20, Nr. 21/Goethestraße 17, Nr. 23, Nr. 27
- Oberlößnitz: Gasthof „Zum Römer“ (Nr. 30/Maxim-Gorki-Straße 40). Gegenüber der Einmündung in den Augustusweg steht mit der dortigen Nr. 76 das Haus Schmieder.

## Namensgebung
Die Straße hieß ursprünglich Langestraße. Mit dem Straßenausbau 1894 erhielt sie den Namen Lößnitzstraße, da sie von der Meißner Straße, also der alten Chausseeverbindung zwischen Dresden und Meißen, direkt bis an den Fuß des Steilabfalls der Lößnitz mit ihren Weingütern führte. 1903 erfolgte zum 100. Geburtstag des preußischen Generalfeldmarschalls Albrecht von Roon die Umbenennung in Roonstraße.
Ihren heutigen Namen erhielt die Straße 1945, zu Ehren des sozialistischen Politikers und Publizisten August Bebel.

## Anwohner
- Euchar Albrecht Schmid (Nr. 23), Lothar Schmid (Nr. 23), Gustav Röder (Nr. 23)